# Friedrich August II của Sachsen
Friedrich August II của Sachsen (tiếng Đức: Friedrich August II. von Sachsen; 18 tháng 5 năm 1797 tại Dresden – 9 tháng 8 năm 1854 tại Brennbüchel, Karrösten, Tirol), là vị vua đời thứ 3 của Vương quốc Sachsen, thành viên của nhánh Albertine thuộc Triều đại Wettin.
Ông là con trai cả của Maximilian, Thái tử của Sachsen – con trai út của Tuyển đế hầu Friedrich Christian xứ Sachsen – với người vợ đầu tiên của ông, Caroline xứ Bourbon, Công nữ xứ Parma. Vì thế mà Friedrich August là cháu gọi 2 vị vua đầu tiên của Vương quốc Sachsen Friedrich August I và Anton I là bác.
Vợ đầu của ông là Nữ đại công tước Marie Caroline của Áo, vì thế ông là con rể của Hoàng đế Franz I của Áo, vợ thứ 2 của ông là Maria Anna của Bayern, con gái của Maximilian I Joseph, vị vua đầu tiên của Vương quốc Bayern. Dù có hai đời vợ, nhưng ông không có bất cứ người con hợp pháp nào, ngoại trừ 1 người con ngoài giá thú là Theodor Uhlig. Vì không có người thừa kế hợp pháp, cho nên sau khi qua đời bất ngờ vì tai nạn, ngai vàng của Sachsen đã được kế vị bởi người em trai út là Thân vương tôn Johann.

## Tiểu sử
Khi được sinh ra đời, Friedrich August rõ ràng sẽ thừa kế ngai vàng Sachsen trong tương lai, vì cha của ông là Thân vương Maximilian là người duy nhất trong 3 con trai của Tuyển đế hầu Friedrich Christian có con thừa tự. Sau khi Anton I qua đời vào năm 1836, ngai vàng Sachsen sẽ được thừa kế bởi cha của Friedrich August, nhưng ông ấy đã từ bỏ quyền kế vị từ năm 1830, vì thế Friedrich August đã lên ngôi và lấy vương hiệu là Friedrich August II. Trước khi lên ngôi, ông là một sĩ quan trong Chiến tranh Liên minh thứ sáu, tuy nhiên, ông ít quan tâm đến vấn đề quân sự.

### Đồng nhiếp chính với Vương quốc
Cách mạng Tháng Bảy năm 1830 ở Pháp đánh dấu sự khởi đầu của những xáo trộn ở Sachsen vào mùa thu năm đó. Người dân tuyên bố thay đổi hiến pháp và yêu cầu một nhiếp chính trẻ của vương quốc chia sẻ chính quyền với Vua Anton I. Vào ngày 1 tháng 9, Thân vương Maximilian từ bỏ quyền kế vị để nhường quyền thừa kế cho con trai của mình là Friedrich August, người được phong là Thân vương đồng nhiếp chính (Prinz-Mitregenten) của Sachsen. Vào ngày 2 tháng 2 năm 1832, Friedrich August đã mang lại Quyền tự chủ cho các thành phố. Ngoài ra, bằng một sắc lệnh ngày 17 tháng 3 năm đó, những người nông dân đã được giải phóng khỏi chế độ nông nô và sự phục tùng cha truyền con nối. Những cải cách tự do của ông nhanh chóng chấm dứt sự bất mãn người dân Sachsen.

### Vua Sachsen
Vào ngày 6 tháng 6 năm 1836, Vua Anton I qua đời và Friedrich August lên kế vị. Là một người thông minh, ông nhanh chóng được dân chúng yêu mến như từ thời còn nhiếp chính. Vị vua mới giải quyết các vấn đề chính trị chỉ từ ý thức trách nhiệm thuần túy. Nhà vua hầu hết thích giao những việc này cho các bộ trưởng của mình hơn.
Một khu vực tài phán tiêu chuẩn cho Sachsen đã tạo ra Bộ luật Hình sự năm 1836. Trong các cuộc xáo trộn Cách mạng năm 1848 (Cách mạng Tháng Ba), ông đã bổ nhiệm các bộ trưởng theo chủ nghĩa tự do trong chính phủ, dỡ bỏ kiểm duyệt và bãi bỏ luật bầu cử tự do. Sau đó thái độ của nhà vua đã thay đổi. Vào ngày 28 tháng 4, Friedrich August II đã giải tán Nghị viện và vào năm 1849, ông buộc phải chạy trốn đến Pháo đài Königstein. Cuộc nổi dậy tháng Năm ở Dresden đã bị quân Sachsen và Phổ đè bẹp và Friedrich đã trở về kinh đô chỉ sau vài ngày.
Từ đó trở đi triều đại của ông được thái bình và thịnh vượng. Sau này Bá tước xứ Beust, lãnh đạo đảng Áo và phong kiến ở Sachsen, trở thành bộ trưởng chính và chỉ đạo chính sách của ông trong hầu hết các trường hợp.

### Hành trình xuyên nước Anh và Scotland
Năm 1844, Friedrich August, cùng với bác sĩ riêng của ông là Carl Gustav Carus, đã có chuyến thăm không chính thức (ẩn danh) tới Vương quốc Anh và Scotland. Trong số những nơi họ đến thăm có Lyme Regis, nơi ông mua từ nhà sưu tập và buôn bán hóa thạch địa phương, Mary Anning, một bộ xương của loài Thằn lằn cá (ichthyosaur) bổ sung vào bộ sưu tập lịch sử tự nhiên phong phú của riêng ông. Đây không phải là một chuyến thăm cấp nhà nước, nhưng Nhà vua là khách mời của Nữ vương Victoria và Vương tế Albrecht tại Lâu đài Windsor, đã đến thăm nhiều thắng cảnh ở London và các thành phố đại học Oxford và Cambridge, đồng thời đi công du rộng rãi ở Anh, xứ Wales và Scotland.
Ngoài mối quan tâm đến hóa thạch, Friedrich August còn dành thời gian rảnh rỗi chủ yếu cho việc nghiên cứu thực vật học. Ông đã thực hiện các chuyến du ngoạn đến các quốc gia khác nhau và cuốn Flora Marienbadensis, oder Pflanzen und Gebirgsarten, gesammelt und beschrieben của ông được xuất bản ở Praha vào năm 1837.

## Tử vong do tai nạn

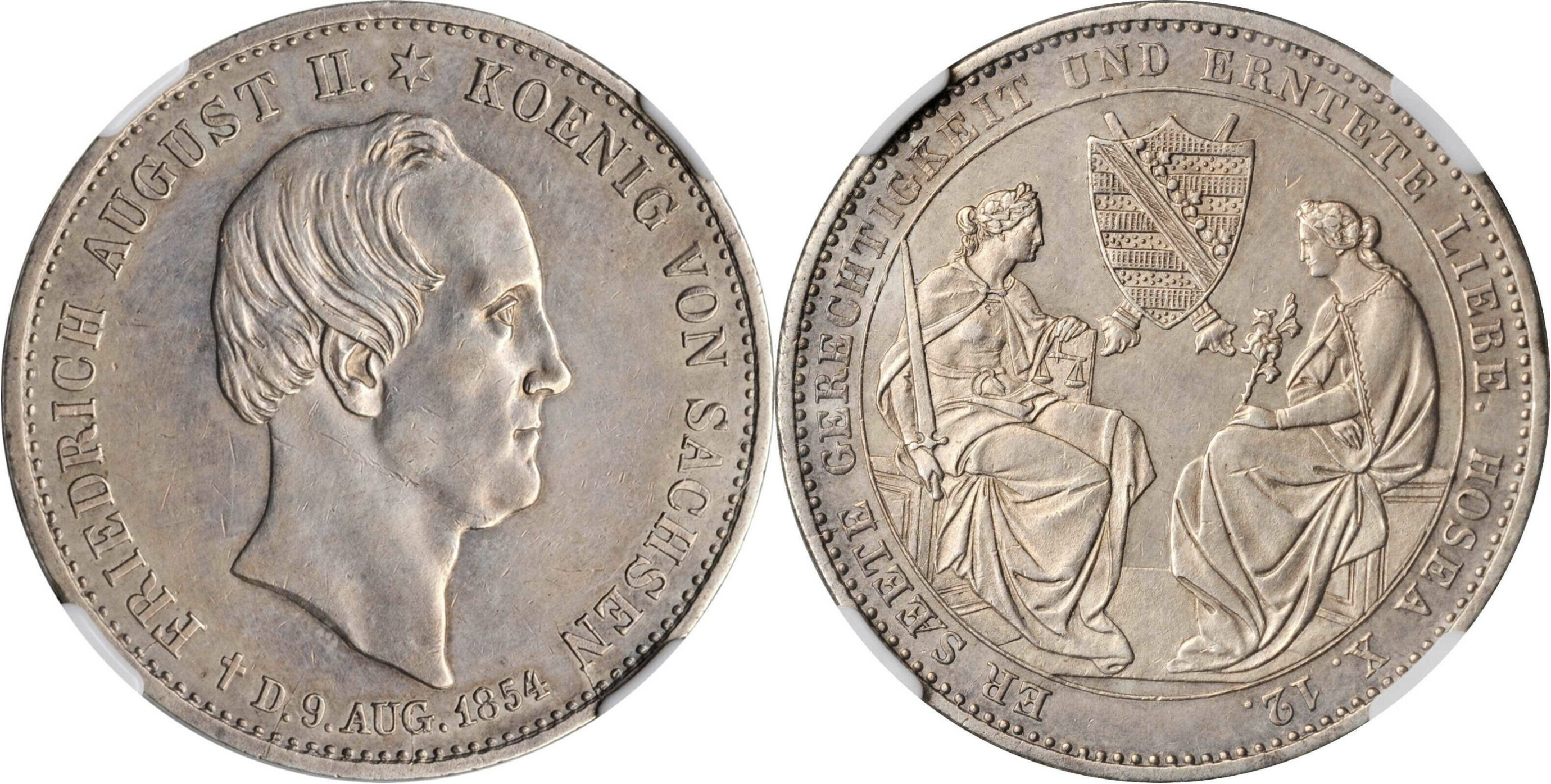
Xu bạc: 1 thaler được đúc để tưởng nhớ sự qua đời của Friedrich August II, do tân vương Johann I của Sachsen cho đúc vào năm 1854 - Mặt trước là chân dung của cựu vương Friedrich August II

Trong một chuyến hành trình ở Bá quốc Tirol, nhà vua gặp tai nạn tại Brennbüchel, khiến ông bị ngã trước một con ngựa và nó đã giẫm lên đầu ông. Vào ngày 8 tháng 8 năm 1854, ông qua đời tại Gasthof Neuner. Ông được chôn cất vào ngày 16 tháng 8 tại Katholische Hofkirche, Dresden. Để tưởng nhớ ông, Thái hậu Maria đã sắp xếp thành lập Königskapelle (Nhà nguyện của Vua) tại nơi xảy ra tai nạn, nơi này được thánh hiến một năm sau đó, một số thành viên cuối cùng của hoàng gia Sachsen, bao gồm Maria Emanuel, Bá tước xứ Meissen, đã được chôn cất bên cạnh nhà nguyện.

## Hôn nhân và hậu duệ
Tại kinh đô Viên, Đế quốc Áo vào ngày 26 tháng 9 năm 1819 (theo ủy quyền) và một lần nữa ở Dresden, kinh đô của Sachsen vào ngày 7 tháng 10 năm 1819 (trực tiếp), Friedrich August kết hôn lần đầu với Nữ Đại Công tước Maria Caroline của Áo (Maria Karoline Ferdinande Theresia Josephine Demetria), con gái của Hoàng đế Franz I của Áo. Họ không có con.
Tại Dresden vào ngày 24 tháng 4 năm 1833, Friedrich August kết hôn lần thứ hai với Vương nữ Maria Anna của Bayern (Maria Anna Leopoldine Elisabeth Wilhelmine), con gái của Vua Maximilian I Joseph của Bayern. Giống như cuộc hôn nhân đầu tiên của ông, đây là cuộc hôn nhân không có con.
Nhạc sĩ Theodor Uhlig (1822–1853) là con ngoài giá thú của Friedrich August. Vì không có con hợp pháp, sau khi ông qua đời, Friedrich August đã được em trai ông là Thân vương tôn Johann kế vị.

## Tổ tiên
| \| \| \| \| \| \| \| \| \| \| \| 8. August III của Ba Lan \| \| \| \| \| \| \| \| \| \| \| \| \| \| \| \| \| \| \| \| \| \| \| \| \| \| \| \| \| \| \| \| \| \| \| \| \| \| \| \| \| \| \| \| \| \| \| \| \| \| \| 4. Friedrich Christian, Tuyển hầu xứ Sachsen \| \| \| \| \| \| \| \| \| \| \| \| \| \| \| \| \| \| \| \| \| \| \| \| \| \| \| \| \| \| \| \| \| \| \| \| \| \| \| \| \| \| \| \| \| \| \| \| \| \| \| \| \| \| \| \| \| \| \| \| 9. Maria Josepha của Áo \| \| \| \| \| \| \| \| \| \| \| \| \| \| \| \| \| \| \| \| \| \| \| \| \| \| \| \| \| \| \| \| \| \| \| \| \| \| \| \| \| \| \| \| \| \| \| \| \| \| \| \| \| \| \| \| \| \| \| \| 2. Maximilian, Thái tử của Sachsen \| \| \| \| \| \| \| \| \| \| \| \| \| \| \| \| \| \| \| \| \| \| \| \| \| \| \| \| \| \| \| \| \| \| \| \| \| \| \| \| \| \| \| \| \| \| \| \| \| \| \| \| \| \| \| \| \| \| \| \| 10. Karl VII của Thánh chế La Mã \| \| \| \| \| \| \| \| \| \| \| \| \| \| \| \| \| \| \| \| \| \| \| \| \| \| \| \| \| \| \| \| \| \| \| \| \| \| \| \| \| \| \| \| \| \| \| \| \| \| \| \| \| \| \| \| \| \| \| \| 5. Maria Antonia xứ Bayern \| \| \| \| \| \| \| \| \| \| \| \| \| \| \| \| \| \| \| \| \| \| \| \| \| \| \| \| \| \| \| \| \| \| \| \| \| \| \| \| \| \| \| \| \| \| \| \| \| \| \| \| \| \| \| \| \| \| \| \| 11. Maria Amalia của Áo \| \| \| \| \| \| \| \| \| \| \| \| \| \| \| \| \| \| \| \| \| \| \| \| \| \| \| \| \| \| \| \| \| \| \| \| \| \| \| \| \| \| \| \| \| \| \| \| \| \| \| \| \| \| \| \| \| \| \| \| 1. Friedrich August II của Sachsen \| \| \| \| \| \| \| \| \| \| \| \| \| \| \| \| \| \| \| \| \| \| \| \| \| \| \| \| \| \| \| \| \| \| \| \| \| \| \| \| \| \| \| \| \| \| \| \| \| \| \| \| \| \| \| \| \| \| \| \| 12. Filippo I xứ Parma \| \| \| \| \| \| \| \| \| \| \| \| \| \| \| \| \| \| \| \| \| \| \| \| \| \| \| \| \| \| \| \| \| \| \| \| \| \| \| \| \| \| \| \| \| \| \| \| \| \| \| \| \| \| \| \| \| \| \| \| 6. Ferdinando, Công tước xứ Parma \| \| \| \| \| \| \| \| \| \| \| \| \| \| \| \| \| \| \| \| \| \| \| \| \| \| \| \| \| \| \| \| \| \| \| \| \| \| \| \| \| \| \| \| \| \| \| \| \| \| \| \| \| \| \| \| \| \| \| \| 13. Louise-Élisabeth của Pháp \| \| \| \| \| \| \| \| \| \| \| \| \| \| \| \| \| \| \| \| \| \| \| \| \| \| \| \| \| \| \| \| \| \| \| \| \| \| \| \| \| \| \| \| \| \| \| \| \| \| \| \| \| \| \| \| \| \| \| \| 3. Carolina xứ Parma \| \| \| \| \| \| \| \| \| \| \| \| \| \| \| \| \| \| \| \| \| \| \| \| \| \| \| \| \| \| \| \| \| \| \| \| \| \| \| \| \| \| \| \| \| \| \| \| \| \| \| \| \| \| \| \| \| \| \| \| 14. Franz I của Thánh chế La Mã \| \| \| \| \| \| \| \| \| \| \| \| \| \| \| \| \| \| \| \| \| \| \| \| \| \| \| \| \| \| \| \| \| \| \| \| \| \| \| \| \| \| \| \| \| \| \| \| \| \| \| \| \| \| \| \| \| \| \| \| 7. Maria Amalia của Áo \| \| \| \| \| \| \| \| \| \| \| \| \| \| \| \| \| \| \| \| \| \| \| \| \| \| \| \| \| \| \| \| \| \| \| \| \| \| \| \| \| \| \| \| \| \| \| \| \| \| \| \| \| \| \| \| \| \| \| \| 15. Maria Theresa của Áo \| \| \| \| \| \| \| \| \| \| \| \| \| \| \| \| \| \| \| \| \| \| \| \| \| \| \| \| \| \| \| \| \| \| \| \| \| \| \| \| \| \| \| |                                              |  |  |  |  |  |  |  |  |                          |  |  |  |
| |                                              |  |  |  |  |  |  |  |  | 8. August III của Ba Lan |  |  |  |
| |                                              |  |  |  |  |  |  |  |  |                          |  |  |  |
| |                                              |  |  |  |  |  |  |  |  |                          |  |  |  |
| |                                              |  |  |  |  |  |  |  |  |                          |  |  |  |
| | 4. Friedrich Christian, Tuyển hầu xứ Sachsen |  |  |  |  |  |  |  |  |                          |  |  |  |
| |                                              |  |  |  |  |  |  |  |  |                          |  |  |  |
| |                                              |  |  |  |  |  |  |  |  |                          |  |  |  |
| |                                              |  |  |  |  |  |  |  |  |                          |  |  |  |
| | 9. Maria Josepha của Áo                      |  |  |  |  |  |  |  |  |                          |  |  |  |
| |                                              |  |  |  |  |  |  |  |  |                          |  |  |  |
| |                                              |  |  |  |  |  |  |  |  |                          |  |  |  |
| |                                              |  |  |  |  |  |  |  |  |                          |  |  |  |
| | 2. Maximilian, Thái tử của Sachsen           |  |  |  |  |  |  |  |  |                          |  |  |  |
| |                                              |  |  |  |  |  |  |  |  |                          |  |  |  |
| |                                              |  |  |  |  |  |  |  |  |                          |  |  |  |
| |                                              |  |  |  |  |  |  |  |  |                          |  |  |  |
| | 10. Karl VII của Thánh chế La Mã             |  |  |  |  |  |  |  |  |                          |  |  |  |
| |                                              |  |  |  |  |  |  |  |  |                          |  |  |  |
| |                                              |  |  |  |  |  |  |  |  |                          |  |  |  |
| |                                              |  |  |  |  |  |  |  |  |                          |  |  |  |
| | 5. Maria Antonia xứ Bayern                   |  |  |  |  |  |  |  |  |                          |  |  |  |
| |                                              |  |  |  |  |  |  |  |  |                          |  |  |  |
| |                                              |  |  |  |  |  |  |  |  |                          |  |  |  |
| |                                              |  |  |  |  |  |  |  |  |                          |  |  |  |
| | 11. Maria Amalia của Áo                      |  |  |  |  |  |  |  |  |                          |  |  |  |
| |                                              |  |  |  |  |  |  |  |  |                          |  |  |  |
| |                                              |  |  |  |  |  |  |  |  |                          |  |  |  |
| |                                              |  |  |  |  |  |  |  |  |                          |  |  |  |
| | 1. Friedrich August II của Sachsen           |  |  |  |  |  |  |  |  |                          |  |  |  |
| |                                              |  |  |  |  |  |  |  |  |                          |  |  |  |
| |                                              |  |  |  |  |  |  |  |  |                          |  |  |  |
| |                                              |  |  |  |  |  |  |  |  |                          |  |  |  |
| | 12. Filippo I xứ Parma                       |  |  |  |  |  |  |  |  |                          |  |  |  |
| |                                              |  |  |  |  |  |  |  |  |                          |  |  |  |
| |                                              |  |  |  |  |  |  |  |  |                          |  |  |  |
| |                                              |  |  |  |  |  |  |  |  |                          |  |  |  |
| | 6. Ferdinando, Công tước xứ Parma            |  |  |  |  |  |  |  |  |                          |  |  |  |
| |                                              |  |  |  |  |  |  |  |  |                          |  |  |  |
| |                                              |  |  |  |  |  |  |  |  |                          |  |  |  |
| |                                              |  |  |  |  |  |  |  |  |                          |  |  |  |
| | 13. Louise-Élisabeth của Pháp                |  |  |  |  |  |  |  |  |                          |  |  |  |
| |                                              |  |  |  |  |  |  |  |  |                          |  |  |  |
| |                                              |  |  |  |  |  |  |  |  |                          |  |  |  |
| |                                              |  |  |  |  |  |  |  |  |                          |  |  |  |
| | 3. Carolina xứ Parma                         |  |  |  |  |  |  |  |  |                          |  |  |  |
| |                                              |  |  |  |  |  |  |  |  |                          |  |  |  |
| |                                              |  |  |  |  |  |  |  |  |                          |  |  |  |
| |                                              |  |  |  |  |  |  |  |  |                          |  |  |  |
| | 14. Franz I của Thánh chế La Mã              |  |  |  |  |  |  |  |  |                          |  |  |  |
| |                                              |  |  |  |  |  |  |  |  |                          |  |  |  |
| |                                              |  |  |  |  |  |  |  |  |                          |  |  |  |
| |                                              |  |  |  |  |  |  |  |  |                          |  |  |  |
| | 7. Maria Amalia của Áo                       |  |  |  |  |  |  |  |  |                          |  |  |  |
| |                                              |  |  |  |  |  |  |  |  |                          |  |  |  |
| |                                              |  |  |  |  |  |  |  |  |                          |  |  |  |
| |                                              |  |  |  |  |  |  |  |  |                          |  |  |  |
| | 15. Maria Theresa của Áo                     |  |  |  |  |  |  |  |  |                          |  |  |  |
| |                                              |  |  |  |  |  |  |  |  |                          |  |  |  |
| |                                              |  |  |  |  |  |  |  |  |                          |  |  |  |